# Architettura persiana
Con architettura persiana o architettura iraniana si intende l'architettura dell'area del cosiddetto Grande Iran, caratterizzata da vicissitudini storiche e culturali comuni sin da un'epoca risalente almeno al 5000 a.C. fino ai giorni presenti. Si possono rintracciare elementi tipici dell'architettura persiana su un'amplissima area che si espande pressappoco dalla Siria all'India settentrionale fino ai confini con la Cina e dal Caucaso fino a Zanzibar. Sono presenti all'interno di questo vasto contenitore numerosissime tipologie di edificio: dalla capanna per contadini alle sale da tè, fino ai meravigliosi padiglioni presenti nei giardini e ad "alcune delle più maestose strutture che il mondo abbia potuto vedere".
L'architettura persiana mostra di sé una grande varietà, sia dal punto di vista strutturale che estetico, sapendosi sviluppare gradualmente e coerentemente nel corso dei secoli, traendo spunto dalle precedenti tradizioni ed esperienze. Senza improvvise innovazioni, e nonostante il continui traumi dovute alle varie invasioni subite, ha mantenuto "una distinta individualità rispetto agli altri paesi musulmani". Varie sono le caratteristiche fondamentali rintracciabili: "una marcata attitudine per le forme e le proporzioni; inventiva strutturale, specialmente nella costruzione di volte e cupole (gonbad); un gusto geniale nella decorazione, con una libertà espressiva ed una riuscita non comparabile con qualsiasi altra architettura".
Tradizionalmente, l'elemento guida e caratterizzante dell'architettura iraniana è stato il proprio simbolismo cosmico «per il quale l'uomo è messo in comunicazione e partecipazione con i poteri del paradiso». Tale tema, condiviso virtualmente con pressoché tutte le altre culture asiatiche e persistente ancora in tempi moderni, non solo ha dato unità e continuità all'architettura della Persia, ma è stato anche una delle fonti principali nella scelta dei suoi caratteri espressivi.
(Pope 1971)

## Principi fondamentali

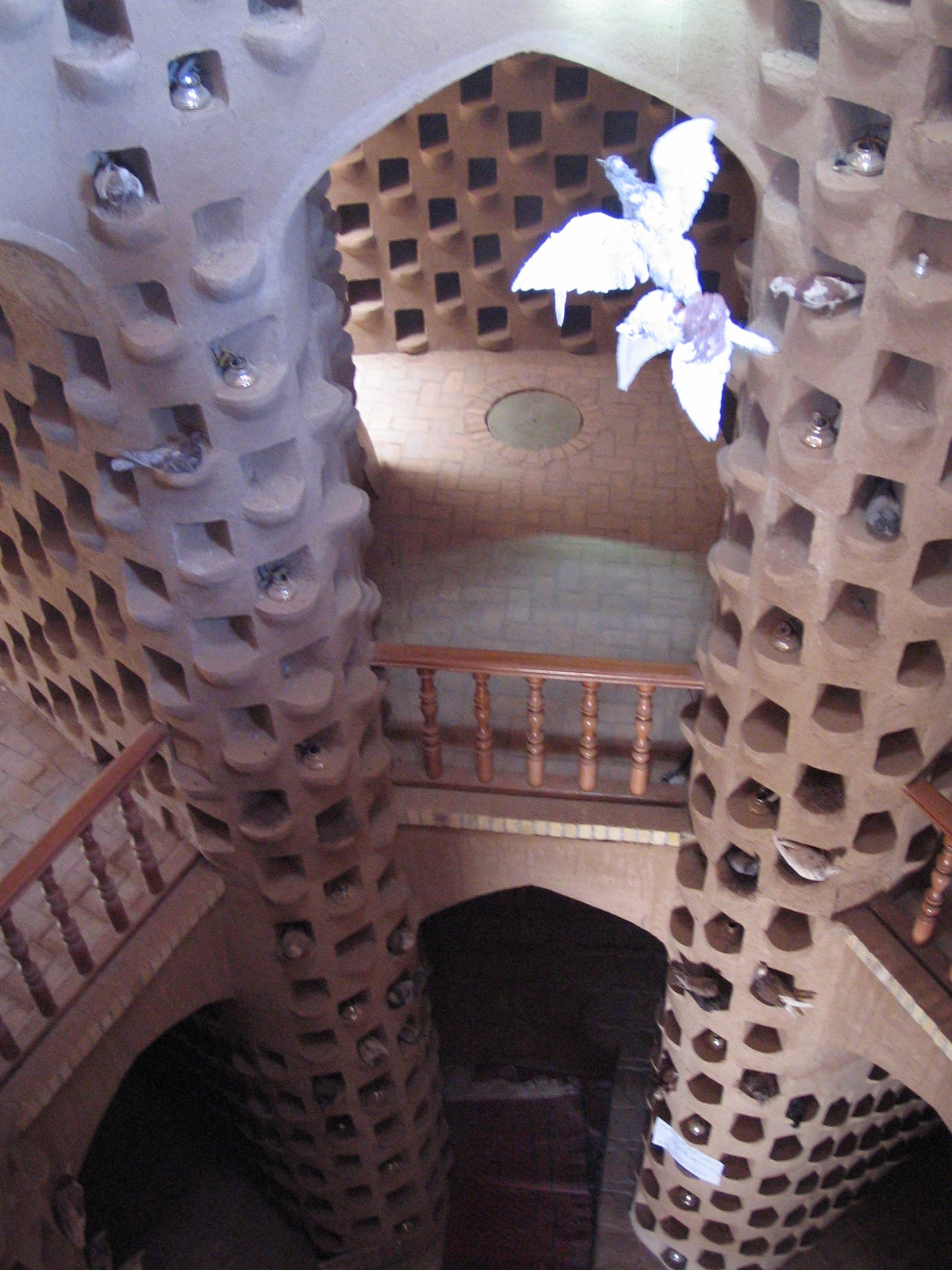
Tradizionale piccionaia a Meybod, nella Regione di Yazd.

L'architettura tradizionale persiana ha mantenuto una continuità tale da risultare - sebbene spesso evitata dalla cultura occidentale o temporaneamente deviata da conflitti politici interni o ingerenze esterne - difficilmente confondibile con altre tradizioni architettoniche. In tale architettura "non esistono edifici banali; persino i padiglioni all'interno dei giardini denotano nobiltà e dignità, ed anche il più umile dei caravanserragli trasuda fascino. Per la loro espressività e capacità di comunicare, la maggior parte degli edifici persiani si dimostrano chiari, persino eloquenti. La combinazione di intensità e semplicità delle forme fornisce immediatezza, mentre l'ornamento e - spesso - il sottile riguardo per le proporzioni invitano all'osservazione".

### Caratteri basilari
Nell'architettura iraniana traspaiono dunque come caratteri fondamentali:
- درون‌گرایی: Introversione
- نیارش: Struttura
- پیمون: Proporzione
- مردم‌واری: Antropomorfismo
- جفت و پادجفت: Simmetria e anti-simmetria
- پرهیز از بیهودگی: Minimalismo.

### Classificazione stilistica
L'architettura tradizionalmente caratterizzante l'area del cosiddetto Grande Iran elaborata nel corso dei secoli può essere indicativamente categorizzata secondo sette categorie stilistiche, o sabk:
- Epoca Pre-Islamica:
  - Stile Parsi (imperi Achemenide, Medio, Elamita)
  - Stile partico (imperi Partico e Sasanide)
- Epoca Islamica:
  - Stile Khorasani
  - Stile Razi
  - Stile azero
  - Stile Isfahani

### Geometria
L'architettura persiana ha sempre fatto un uso importante della geometria simbolica, utilizzando forme pure quali il quadrato ed il cerchio. Le planimetrie inoltre sono per la maggior parte dei casati distribuite con disposizione simmetrica.

### Elementi architettonici
Alcuni elementi caratteristici dell'architettura persiana si sono mantenuti in maniera pressoché immutata durante tutta la lunga storia dell'Iran. Spiccano per la persistenza nel corso dei secoli una forte preferenza per l'esecuzione di elementi in scala e per l'utilizzo di forme semplici e monumentali. Sono inoltre da menzionare alcune caratteristiche decorative preminenti, l'inserimento di portali archiacuti posizionati all'interno di nicchie, l'uso di colonne con capitelli a Beccatello e la scelta di alcune scelte ricorrenti nella progettazione tanto in pianta quanto in alzato. Nel corso dei secoli, per volere dell'interminabile successione dei regnanti, questi elementi sono ricorsi all'interno delle tipologie più disparate di edifici, destinati ai più vari usi.
Il portico colonnato, o talar, visto nelle tombe scolpite nella roccia nei pressi di Persepoli, riappare nei templi sasanidi e, più tardi, in tarda epoca islamica caratterizza numerosissimi palazzi e moschee, fino ad adattarsi all'architettura delle sale da tè. Analogamente, il gonbad su quattro arcate, così caratteristico dell'epoca Sasanide, si ritrova in seguito in numerosi cimiteri e Imamzadeh dell'Iran odierno. La simbologia della torre terrena che si ricongiunge attraverso il cielo con le torri divine del paradiso perdurò fino al XIX secolo, mentre l'uso della corte o della vasca interna, l'ingresso angolare e l'estensiva decorazione sono elementi di origine antica eppur tutt'oggi presenti nell'architettura iraniana contemporanea.

### Materiali
I materiali da costruzione disponibili guidarono in maniera determinante le forme principali dell'architettura tradizionale iraniana. La disponibilità di argilla, facilmente recuperabile in numerose località, incoraggiò la più primitiva di tutte le tecniche costruttive, con fango modellato, compresso ed essiccato al sole. Tale tecnica, utilizzata in Iran da tempi immemorabili, non è stata ancora completamente abbandonata nemmeno al giorno d'oggi. 
L'abbondanza di argilla, in abbinamento ad una malta di calce di qualità particolarmente elevata, facilitò lo sviluppo del mattone.

## Strutture tipiche
- Ab anbar (in persiano آب انبار‎ āb anbār, lett. "cisterna d'acqua") è un serbatoio tradizionale o cisterna di acqua potabile.
- Le cupole di diverse epoche storiche si distinguono in Persia per i loro livelli di transizione: pennacchi o staffe che segnano il passaggio dalle strutture di supporto alla base circolare di una cupola. I tamburi, dopo l'era del khanato, tendono ad essere molto simili e hanno un'altezza media di 30 a 35 metri da terra. Essi si trovano laddove vengono aperte finestre. I gusci interni sono comunemente semicircolari, semiellittici, appuntiti, o a forma di piattino. Il guscio esterno di una cupola persiana si riduce di spessore ogni 25 o 30 gradi dalla base. I gusci esterni possono essere semicircolari, semiellittici, appuntiti, conici, a bulbo, e questa forma esterna è utilizzata per categorizzarli. Le cupole a punta possono essere a sua volta classificate come aventi basso, medio o un profilo tagliente e a bulbo. Le cupole doppie utilizzano rinforzi interni con montanti in legno tra i gusci, ad eccezione di quelli con gusci esterni conici.[8]
- Torre del vento (badghir).
- Yakhchal (in persiano یخچال‎ yakh-chāl, lett. "fossa del ghiaccio"), un'antica ghiacciaia.

## Evoluzione storica
Gli stili pre-islamici caratterizzano circa quattro millenni di sviluppo architettonico curato dalle varie civiltà presenti sull'altopiano iraniano. L'architettura iraniana islamica raccoglie numerosi spunti dalle architetture precedenti, con motivi geometrici e ripetitivi e superfici riccamente decorate con piastrelle vetrate, stucchi intarsiati, motivi laterizi, decorazioni floreale e calligrafiche.

### Architettura achemenide

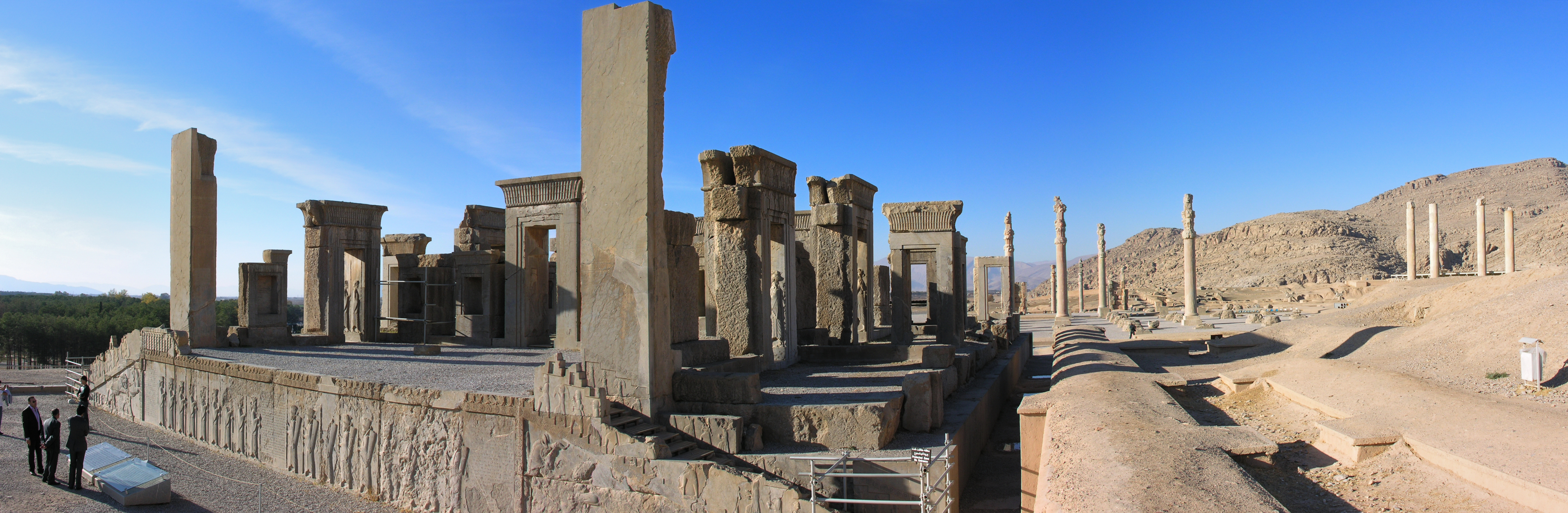
Panorama di Persepoli.

### Architettura sasanide

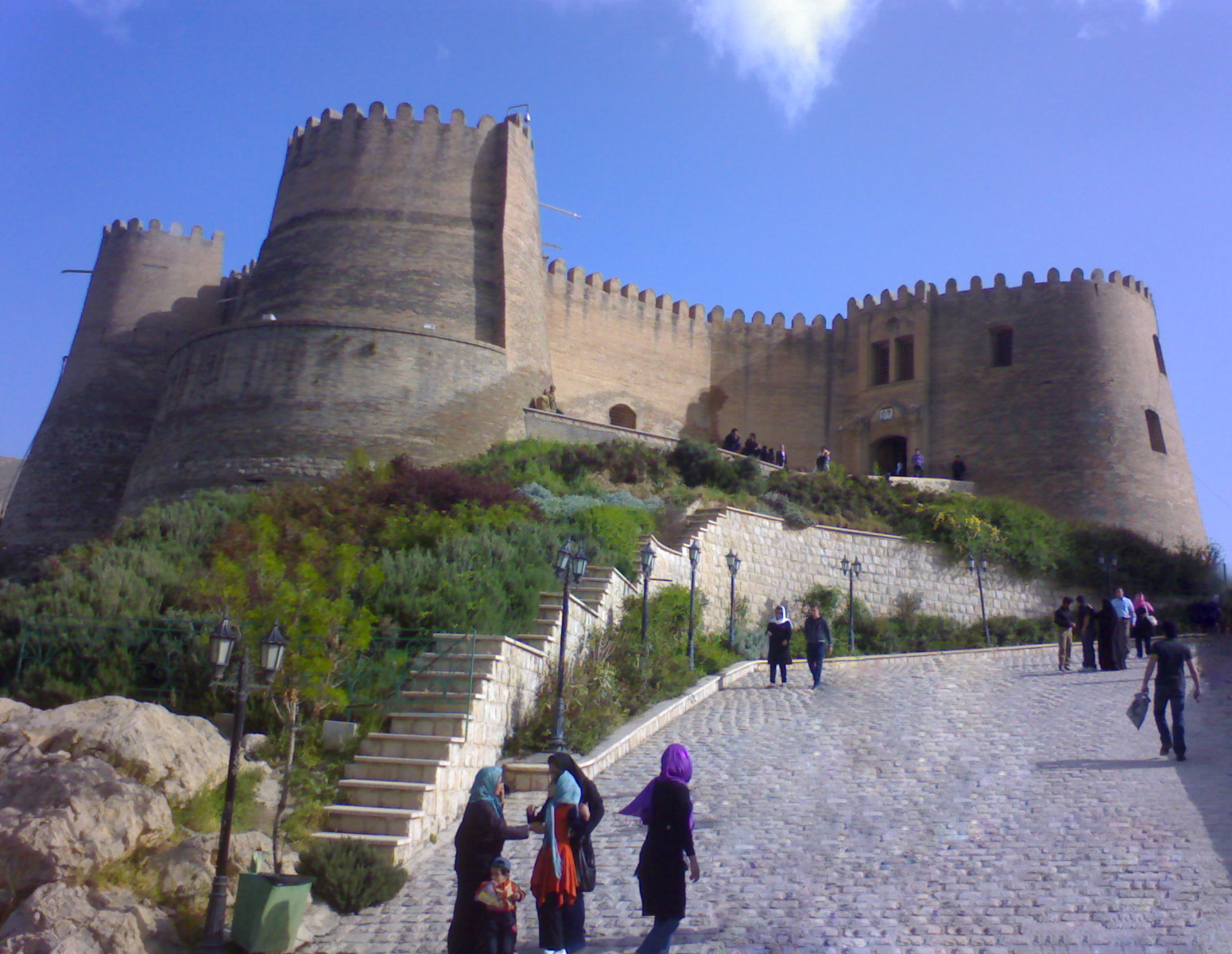
Dej-e Shaapour-khaast a Khorramabad.

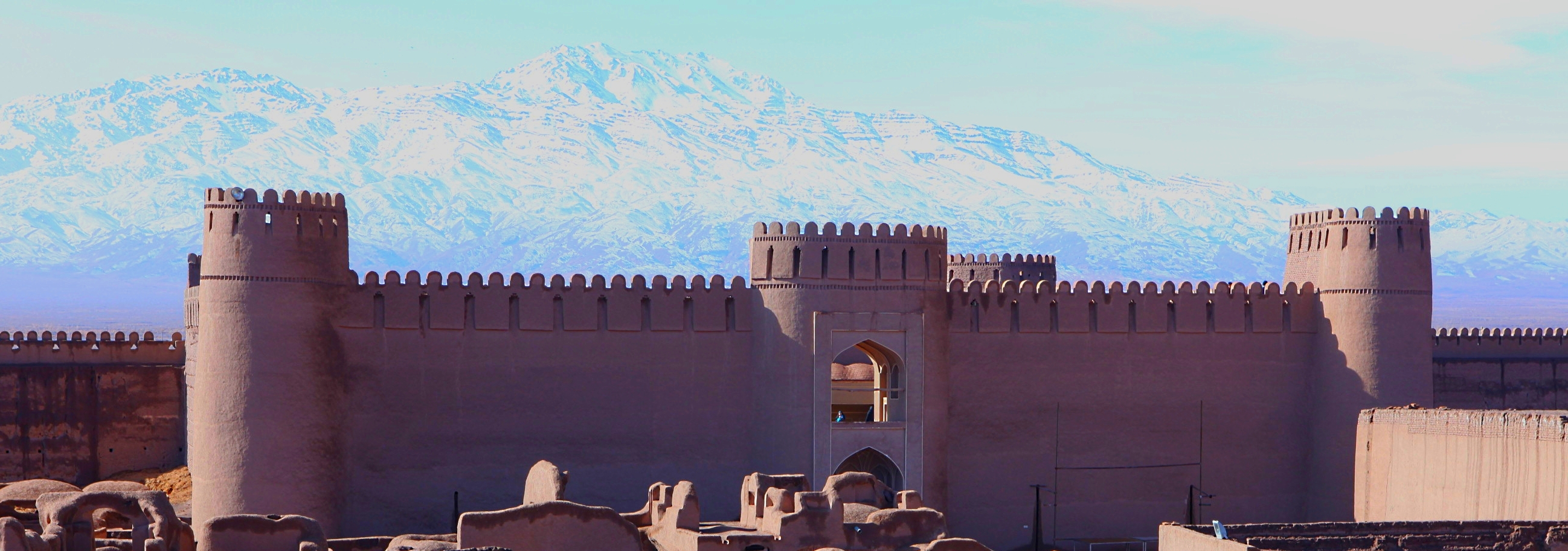
Castello di Rayen.

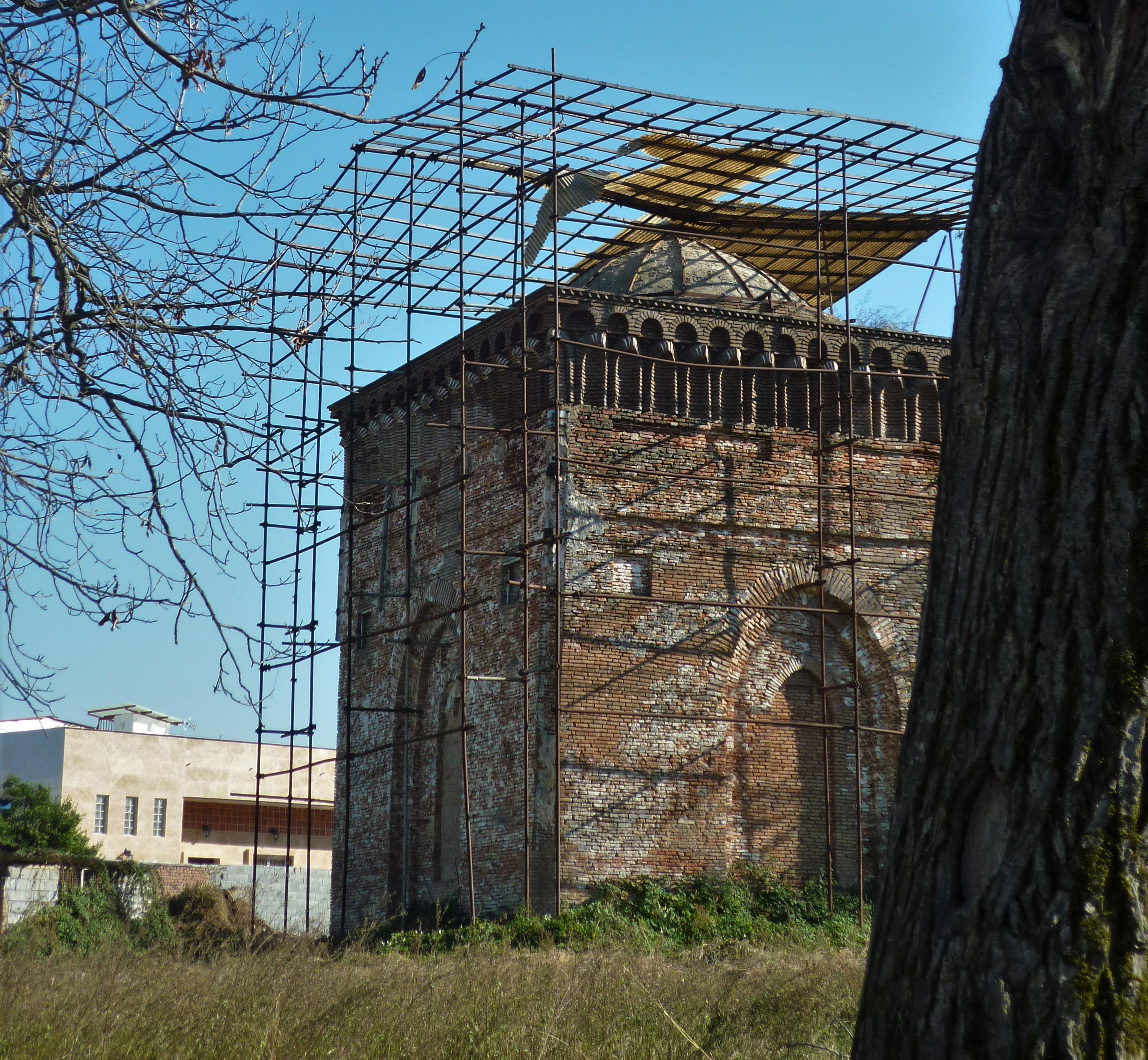
Tempio del fuoco di Amol.

Come nelle altre forme d'arte anche e forse soprattutto nell'architettura i Sasanidi si fecero promotori di un massiccio ritorno alla maestosità e grandiosità dell'Impero achemenide. I più antichi degli edifici sasanidi che consentono di essere misurati e descritti sono datati al periodo compreso tra il 350 e il 450 e pertanto non si è in grado di tracciare i passaggi esatti con cui lo stile sasanide fu gradualmente elaborato. I primi esempi noti riguardano costruzioni del periodo in cui aveva già acquisito un carattere marcato e deciso. Le sue caratteristiche principali erano semplici e uniformi, essendo gli edifici successivi solo ampliamenti dei precedenti, per aggiunta di nuovi locali o dell'ampliamento degli appartamenti. Le principali peculiarità dello stile erano, in primo luogo, che la pianta dell'intero edificio era rettangolare, senza aggiunte o sporgenze; in secondo luogo, l'ingresso principale era costituito da un alto portico a volta o sala con un arco che prendeva tutta la larghezza dell'edificio; il terzo punto, era che accanto a queste sale rettangolari, l'edificio conteneva stanze quadrate, con volta a cupola, circolare alla base ed ellittica nella sua sezione, poggiante su pennacchi di carattere insolito; quarto elemento, le stanze erano numerose e con bagno privato, e senza disimpegno per cui si accedeva direttamente da una all'altra, senza l'intervento di corridoi; in quinto luogo, il palazzo comprendeva, naturalmente, un cortile, posto verso la parte posteriore dell'edificio, con stanze che si aprivano su di esso.
Il rettangolo era variamente proporzionato. La profondità poteva essere un po' più della larghezza, o quasi il doppio. In entrambi i casi, il fronte occupava uno dei lati più corti, o estremità dell'edificio. Il muro esterno era talvolta dotato di un solo ingresso; ma, più comunemente, gli ingressi si moltiplicavano oltre il limite comunemente osservato negli edifici moderni. Il grande ingresso era esattamente al centro della facciata. Questo, come già notato, era comunemente costituito da un arco alto che (se si escludono le cupole) copriva quasi tutta l'altezza dell'edificio, e costituiva una delle sue caratteristiche più sorprendenti. L'edificio poteva raggiungere la lunghezza di 35 metri, una distanza pari alla lunghezza della Cappella di Enrico VII a Westminster. Ingressi simili sono comuni nelle moschee dell'Armenia e della Persia e nei palazzi di quest'ultimo paese. Nelle moschee "portali alti e profondamente incassati", "senza rivali per grandezza e appropriatezza", erano piuttosto la regola che l'eccezione; e, nei palazzi, le "stanze del trono" erano comunemente semplici recessi profondi di questo genere, voltati o sostenuti da pilastri, e aperti ad un'estremità per tutta la larghezza e l'altezza della sala.
La caratteristica unica dell'architettura sasanide era il suo uso distintivo dello spazio. L'architetto sasanide concepiva il suo edificio in termini di masse e superfici; da qui l'uso di massicci muri di mattoni decorati con stucchi sagomati o intagliati. Decorazioni murali in stucco appaiono a Bishapur, ma esempi migliori sono conservati a Chal Tarkhan vicino a Rayy (periodo tardo sasanide o primo islamico), e a Ctesifonte e Kish in Mesopotamia. I pannelli mostrano figure di animali incastonati in tondi, busti umani e motivi geometrici e floreali.

### Architettura del primo periodo islamico
La caduta della dinastia dei Sasanidi per l'attacco degli invasori arabo-musulmani, ha portato all'adattamento delle architetture persiane ad uso religioso islamico, in Iran. Le arti, come la calligrafia, i lavori con gli stucchi, gli specchi e i mosaici, divennero strettamente legali all'architettura delle moschee in Persia (Iran), specialmente con i tetti a cupola rotonda, la cui origine risale all'Impero partico.
Gli scavi archeologici hanno fornito molte prove a sostegno dell'impatto dell'architettura sasanide sull'architettura del mondo islamico.
Molti esperti ritengono che il periodo dell'architettura persiana dal XV al XVII secolo fu l'apice dell'era post-islamica. Diverse strutture, come moschee, mausolei, bazar, ponti e palazzi, sopravvissute fino al giorno d'oggi, risalgono a questo periodo.

### Architettura safavide
Sotto i Safavidi, Esfahan cercò di realizzare progetti in grande scala (la Piazza Naqsh-e jahàn è la sesta piazza al mondo, per larghezza), hanno costruito edifici molto alti e con ampi spazi interni. Tuttavia, la qualità degli ornamenti era inferiore rispetto ai secoli XIV e XV.
Un altro aspetto di questa architettura è l'armonia con le persone, il loro ambiente e le loro credenze, il tutto è presente e manifesto. Allo stesso tempo, non sono state applicate regole rigide per disciplinare questa forma di architettura islamica.
Le grandi moschee di Khorasan, Tabriz e Esfahan utilizzano geometrie locali, materiali locali e tecniche costruttive locali, per esprimere, ognuno a suo modo, l'ordine, l'armonia e l'unità dell'architettura islamica. Quando i maggiori monumenti dell'architettura persiana islamica sono esaminati, rivelano complesse relazioni geometriche, una gerarchia studiata per la forma e l'ornamento e una grande profondità nei significati simbolici.
Nelle parole di Arthur Pope, che ha effettuato studi approfonditi sugli antichi edifici persiani ed islamici:
"Il significativo impatto dell'architettura persiana è versatile. Non esagerata ma dignitosa, magnifica e impressionante."

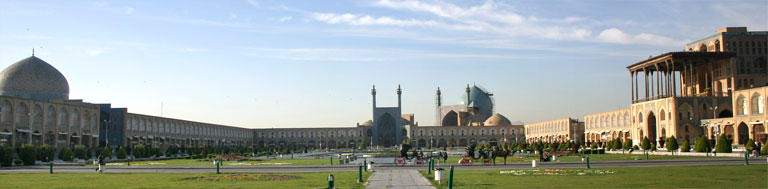
La Piazza Naqsh-e jahàn di Isfahan rappresenta l'apice dell'architettura persiana del XVI secolo.